# Schlacht um Biak
1942

Rabaul –
1. Salamaua-Lae –
Operation N –
Operation MO –
Korallenmeer –
Buna-Gona –
Kokoda Track –
Milne-Bucht –
Goodenough –
Buna-Gona-Sanananda –
Operation Lilliput 
1943

Wau –
Bismarcksee –
I –
2. Salamaua-Lae –
Chronicle –
Finisterre –
Cartwheel –
Bougainville –
Huon –
Neubritannien –
Bombardierung von Rabaul 
1944–1945

Admiralitätsinseln –
Emirau –
Take Ichi Konvoi –
Reckless –
Persecution –
Wakde-Sarmi –
Biak –
Noemfoor –
Driniumor –
Sansapor –
Morotai –
Aitape–Wewak
Die Schlacht um Biak war eine Landungsoperation der alliierten Truppen auf der von japanischen Einheiten verteidigten Insel Biak in Niederländisch-Neuguinea während des Pazifikkrieges im Zweiten Weltkrieg. Die Schlacht fand vom 27. Mai 1944 bis zum 25. Juli 1944 statt und kostete die alliierten Truppen etwa 500 Tote und mehrere Tausend Verwundete. Die isoliert kämpfenden japanischen Truppen verloren hingegen nahezu die gesamte Inselbesatzung von etwa 12.000 Mann.

## Vorgeschichte
Das japanische Kaiserreich hatte Biak im Rahmen der Invasion Südostasiens 1942 militärisch besetzt und unter relativ leichten Verlusten die dort stationierten niederländischen Verteidiger besiegt. Nach dem amerikanischen Sieg in den Salomonen-Inseln und besonders nach dem verheerenden Verlust der Insel Guadalcanal an die Alliierten begannen die japanischen Truppen, Biak zu einem wichtigen Luftwaffenstützpunkt auszubauen, um die Luftüberlegenheit über den Norden Neuguineas und die Inseln in Südborneo zu behalten. Bereits 1942 waren australische und amerikanische Verbände unter dem Befehl von General Douglas MacArthur im Süden Neuguineas gelandet und hatten die japanischen Einheiten im Laufe des folgenden Jahres aus mehreren strategischen Ortschaften vertrieben, wie Buna und Lae. Die japanischen Truppen wurden beim Marsch gegen die große Hafenstadt Port Moresby 1942 entscheidend geschlagen (Kokoda-Track-Kampagne) und traten ab diesem Zeitpunkt den Rückzug an. Biak wurde im Rahmen des kaiserlichen Verteidigungsplans für den Norden Neuguineas im Laufe der ersten beiden Kriegsjahre schwer befestigt. 1944 befanden sich drei Flugplätze an der Südküste der Insel, von denen aus japanische Flugzeuge den Seeweg nördlich von Neuguinea beherrschen konnten. Zudem konnten von diesen Luftbasen Angriffe gegen amerikanische Basen in den Salomonen geflogen werden, und Verstärkungsverbände der Luftwaffe konnten aus Biak die angegriffene japanische Hochburg Rabaul, in Neubritannien erreichen. Zudem waren die Flugplätze im Süden Biaks für Lufttransporte ins benachbarte Neuguinea besonders wichtig; im Falle einer Isolierung der Garnison auf der Insel konnte Nachschub per Flugzeug oder durch Kleinboote direkt aus der nördlichen Küste Neuguineas nach Biak geschafft werden.
1944 marschierten die alliierten Truppen in Neuguinea gegen die noch immer kämpfenden japanischen Truppen auf der Doberai-Halbinsel, und die amerikanischen und australischen Einheiten wurden in schwere Gefechte verwickelt. Die verzweifelt kämpfenden Japaner wurden von der Luft aus durch Biak-gestützte Maschinen versorgt und unterstützt. Die Eroberung der Insel hätte die Japaner der Doberai-Halbinsel abschneiden und den Vormarsch alliierter Truppen gegen ihre Positionen wesentlich erleichtern können. General MacArthur, Oberbefehlshaber der Southwest Pacific Area (SWPA), hatte dem Oberbefehlshaber der Pacific Ocean Areas (CINCPOA), Admiral Chester W. Nimitz zudem versprochen, dass landgestützte Flugzeuge von Biak zu Langstrecken-Bomben- und Aufklärungseinsätzen für die Vorbereitungen auf dessen Operation Forager verfügbar sein würden, die Eroberung der wichtigen japanischen Basen der Marianen. Die Operation Forager, dessen Eröffnungsaktion die Landungsoperation gegen Saipan sein würde, war für den 15. Juni angesetzt. Im April wurde schließlich die endgültige Eroberung Biaks durch MacArthurs Operationsstab beschlossen, und der amerikanische Planungsstab bereitete während der nächsten zwei Wochen die Einnahme der Insel mit ihren, so schätzte man, 4000 Verteidigern und das darauffolgende Instandsetzen der Flugfelder vor.

## Truppenstärke

### Japan
Das Kommando über die Inselverteidigung erhielt Taisa Naoyuki Kuzume. Ihm unmittelbar unterstellt war das 222. Infanterieregiment der Armee, das aus etwa 3400 Soldaten bestand, meistens gut trainierte und bewaffnete Veteranen, die zuvor als Teil der 36. Infanterie-Division in China gekämpft hatten. Hinzu kam eine Kompanie Leichter Panzer des Typ 95 Ha-Gō und verschiedene Flugabwehr- und Artillerieeinheiten. Soldaten verschiedener Baueinheiten, unter anderem auch koreanische Zwangsarbeiter, waren ebenfalls in kleineren Kampfgruppen zusammengefasst, waren aber für Kampfeinsätze schlecht ausgerüstet und ausgebildet.
Kaigun-Shōshō Sadatoshi Senda war der ranghöchste japanische Offizier auf der Insel, doch er und seine Marineinfanteristen waren militärisch Oberst Kuzume unterstellt. Konteradmiral Senda kommandierte die 28. Marinebasisabteilung, die aus 1500 Mann bestand, überwiegend technisches Personal der Flugplätze, Piloten, Mechaniker, Ingenieure und Soldaten anderer Unterstützungseinheiten. Lediglich 125 Marineinfanteristen verfügten über eine Gefechtsausbildung, waren jedoch schlecht bewaffnet und ausgerüstet.
Die Gesamtsumme der japanischen Verbände auf Biak betrug rund 11.400 Mann, doch nur etwa 4.000 verfügten über eine Ausbildung und konnten als effektive Kampftruppen angesehen werden.

### Alliierte
Die Bezeichnung der amphibischen Kampfgruppe, die Biak erobern sollte, war Hurricane Task Force. Ihren Kern bildete die 41. Infanteriedivision der amerikanischen Armee, dazu kamen weitere drei Bataillone flugtechnisches Personal, die die Flugfelder nach deren Eroberung in Betrieb setzen sollten. Die übergeordnete Kommandobehörde der Hurricane Task Force war die 6. Armee, die unter dem Codenamen Alamo Force operierte, und Generalleutnant Walter Krueger unterstellt war. Krueger stellte die 128. und 158. Regimentskampfgruppe als nicht-operative Reserve bereit. Der Hurricane Task Force direkt als Reserve zugeteilt waren ein Bataillon der 186. Infanterieregiments und eine Aufklärungskompanie der Rangers.
Konteradmiral William M. Fechteler übernahm das Kommando über die amphibischen Landungstruppen und die unterstützenden Kriegsschiffe. Ihm unterstanden die Task Force 74 und die Task Force 75, die aus mehreren Schweren und einigen Leichten Kreuzern bestand. Für die Operation gegen Biak wurden aus diesen beiden Verbänden die Australia, Shropshire, die Phoenix, Nashville, Boise und 21 Zerstörer in Bereitschaft gestellt.
Zum Absetzen der Soldaten und zum Transportieren des Kriegsmaterials waren fünf APD-Hochgeschwindigkeitstransporter, acht LSTs, acht leichtere LCTs und 15 LCI-Landungsboote vorgesehen. Zahlreiche kleinere Landungsfahrzeuge, unter ihnen Amtracs und Amphibienpanzer, wurden zusätzlich auf den APDs und LSTs mitgeführt.

## Vorbereitung

### Japan
Vorgewarnt durch die alliierten Landungen bei Hollandia (→ Operation Reckless) und Aitape (→ Operation Persecution) am 22. April, hatten die japanischen Truppen auf der Insel mehrere Verteidigungspositionen auf Biak aufgebaut, konnten sie jedoch wegen Mangels an Zement und anderen Materialien nicht vollständig fertigstellen und daraufhin mit Truppen besetzen. Oberst Kuzume hatte sich deswegen entschieden, einer Landung nicht unmittelbar am Strand mit der Masse seiner Soldaten entgegenzutreten, um mit Gyokusai-Angriffen die Alliierten ins Gefecht zu verwickeln. Er hatte daher nur eine schwache Verzögerungslinie aus Kleinbunkern und MG-Nestern ohne tiefe Staffelung an einigen Strandabschnitten eingerichtet. Diese Linie war nur dünn bemannt und sollte dem Großteil der japanischen Truppen die Möglichkeit geben, sich im Innenland der Insel auf einen längeren Widerstand vorzubereiten.
Aus gesprengtem Korallengestein bauten die japanischen Soldaten unter der Anleitung der Marineingenieure eine Vielzahl kleiner Ein- und Zweimannbunker. Sie verwendeten das besonders harte Material auch, um Blockaden zu bauen, Panzersperren zu errichten und Höhleneingänge zu verengen oder zu verschließen. Entscheidend für das Überleben der kaiserlichen Einheiten im feucht-warmen Klima der Insel waren jedoch die wenigen Trinkwasserquellen, in deren Umgebung sich Kuzumes Soldaten festsetzten und die meisten Verteidigungsanlagen einrichteten.

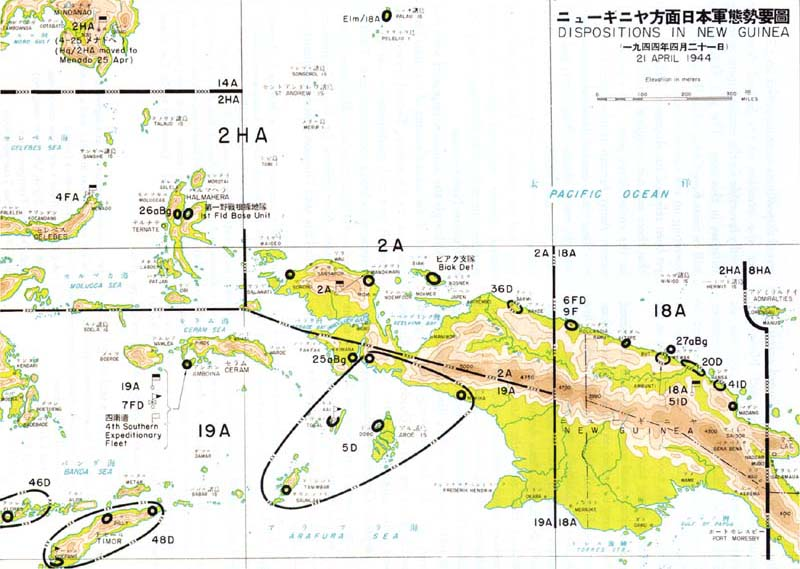
Die strategische Disposition japanischer Truppen im Großraum Neuguinea. Biak liegt im Bereich der 2. Armee in der Bildmitte.

Im Südosten standen im Inneren der Insel Teile des 2. Bataillons des 222. Infanterieregiments und hatten in einem Höhlensystem, rund 2,7 Kilometer nordwestlich der Inselhauptstadt Bosnek Stellung bezogen. Der Abschnitt östlich von Bosnek bis zum Nachbardorf Opiaref wurde von Soldaten aus Konteradmiral Sendas Marinetruppen verteidigt.
Weitere Truppen hatten sich auf zwei Höhlensysteme nahe dem Mokmer-Flugfeld, 6,5 Kilometer westlich von Bosnek, zurückgezogen und bereiteten dort ihre Verteidigung vor. Diese Höhlen stellten den Kern der japanischen Verteidigung dar, da ihr Besitz die sichere Nutzung des Flugfeldes durch die Alliierten verhinderte. Aus diesen beiden Höhlensystemen konnten, auch im Falle einer Isolierung der Verteidiger vom Rest der japanischen Soldaten, Störangriffe und kleinere Guerillaaktionen durchgeführt werden. Im westlichen System hatten sich das 3. Bataillon des 222. Infanterieregiments, der Stab Konteradmiral Sendas und weitere Marinesoldaten verschanzt. Im östlichen hingegen waren Teile des 2. Bataillons und verschiedene Flugabwehreinheiten zusammengezogen worden.
Die Küstenstraße in Richtung der Flugfelder war bei der wichtigen Straßenkreuzung des Dorfes Sorido durch einen Zug der 10. Kompanie gesperrt.
Im Südwesten hingegen richteten die japanischen Truppen bei Wardo, einem Ort unmittelbar an der westlichen Küste, eine Verteidigungsstellung ein, von der aus die Kreuzung zwischen der Küstenstraße und einer der wenigen Nord-Süd-Verbindungen beherrscht werden konnte. Im Nordosten waren beidseits der Korim-Bucht, ein dominanter Einschnitt an der Nordseite der Inselmitte, Stellungssysteme vorbereitet, von wo aus die Küstenstraße ebenfalls wirksam gesperrt werden konnte. Das 1. Bataillon des 222. Infanterieregiments verteidigte diesen Abschnitt und war durch mehrere Granatwerfer und einige Artilleriegeschütze verstärkt worden.
Im westlichen Teil von Biak waren keine Verteidigungsstellungen eingerichtet, da sich alle drei Flugfelder im Süden befanden und die Straßen von West nach Süd für einen Angreifer unbrauchbar waren. Soepiori, die kleine Nachbarinsel von Biak, die sich unmittelbar im Nordwesten angliedert, hatte keine nennenswerte militärische Bedeutung und wurde deswegen von sehr wenigen Soldaten verteidigt.

### Vereinigte Staaten

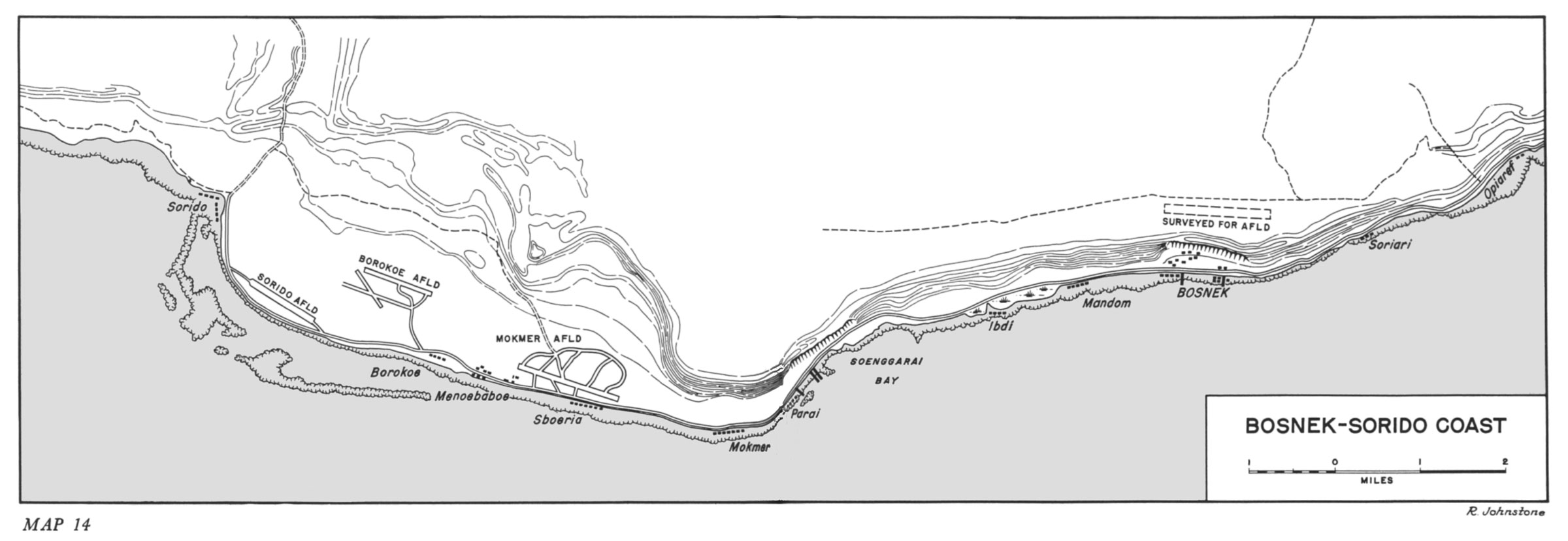
Der vorgesehene Landungsabschnitt auf Biak der amerikanischen Truppen, zur Linken das Mokmer-Flugfeld

Die alliierte Stabsabteilung plante die Landung der amerikanischen Truppen an jeweils vier verschiedenen Strandabschnitten an der Südseite der Insel, östlich der Inselhauptstadt Bosnek.
Die großen LST-Landungsschiffe, die für die Landungsaktion zusammengezogen worden waren, sollten sich dem Korallenriff, das die Insel umgibt, annähern und dann die leichteren LVT- und DUKW-Amphibienfahrzeuge absetzen, um die Truppen an den Strand zu bringen. Die Landung sollte bataillonsweise erfolgen und Maschinen aus dem Norden Neuguineas und Port Moresby hätten mit Luftangriffen und angefordertem Combat Air Support die alliierten Soldaten bei den ersten Operation unterstützen sollen.
In Ermangelung belastbarer Daten über Ebbe, Flut und die genauen Strömungsverhältnisse in der Umgebung von Biak behandelten die Planer den genauen Zeitpunkt der Anlandung flexibel und passten ihn den Bedürfnissen der Luftwaffe an, die die Landung durch ein schweres Bombardement vorbereiten sollte. Letztendlich einigten sich die Marine-, Armee- und Luftwaffenkommandeure gemeinsam auf einen Beginn der Landungsoperation um 7:15 Uhr, 20 Minuten nach Sonnenaufgang. Nach den Bombenangriffen sollten die Kreuzer und Zerstörer der Hurricane Task Force die Verteidigungslinien nahe dem Strand mit Trommelfeuer aus allen Geschützen ausschalten, um die Verteidiger zu verwirren und zu demoralisieren.

## Invasion

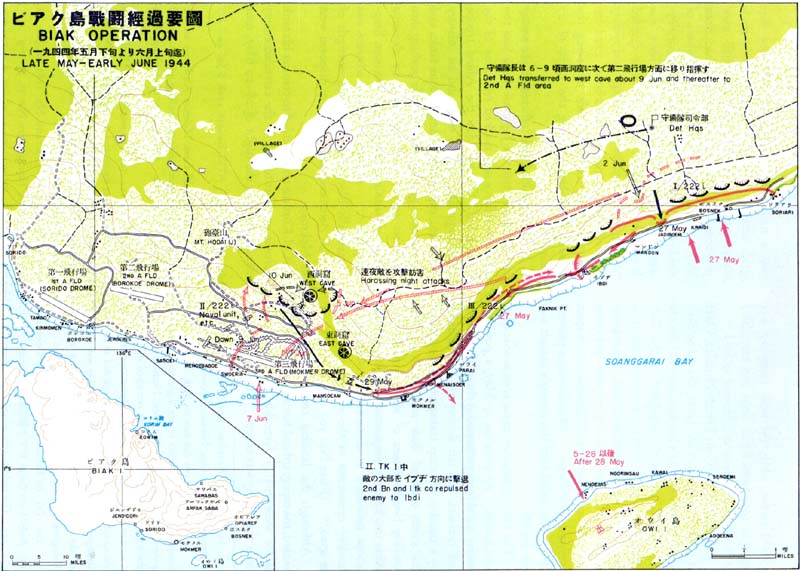
Die Stellungen japanischer Truppen auf Biak und der Frontverlauf in der ersten Woche der Invasion

### Landung

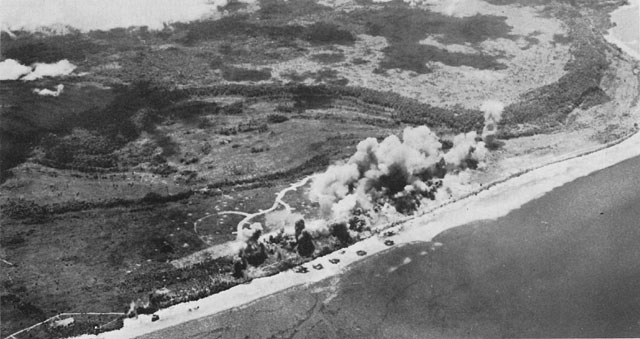
Alliierter Vorbereitungsluftangriff gegen das Mokmer-Flugfeld, Mai 1944

Am Z-Day, dem 27. Mai 1944, begannen um 6:30 Uhr die Kreuzer und Zerstörer der Unterstützungsflotte von Konteradmiral Fechteler die Flugfelder als Vorbereitung der Landung mit ihrer Bordartillerie zu beschießen. Die Fünfte Luftflotte schickte zudem 52 B-24-Bomber, die das Gelände unmittelbar hinter den Landungsabschnitten kurz nach Sonnenaufgang mit Sprengbomben bombardierten. Taktische Bomber kreisten zusätzlich den ganzen Tag über der Insel, um bei Bedarf den Bodenangriff mit Combat Air Support zu unterstützen. Ab 11:30 Uhr standen auch verschiedene Jagdflugzeuge zur Verfügung, um gegnerische Flugzeuge über Biak abzufangen.
Durch die unter starkem Rauch brennenden Dschungelzonen und den Staub, der von den Bombenangriffen aufgewirbelt wurde, konnten die Landungsabschnitte der Küste von See aus nicht mehr erkannt werden. Die Japaner verloren durch das vorbereitende Feuer einige Artilleriegeschütze, darunter ein 152-mm-Geschütz einer Batterie am Strand bei Bosnek.
Das Fehlen von Informationen über die Strömungsverhältnisse erwies sich als besonders schädlich für die Landungsoperation; die Transportschiffe wurden knapp 3000 Meter weiter nach Westen abgetrieben als vorher geschätzt und viele Einheiten wurden weit vom geplanten Landungspunkt abgesetzt.
Das 186. Infanterieregiment, Teil der 41. Infanteriedivision, landete die ersten Bataillone auf Biak; die Einheiten waren aber weit verstreut angekommen und einige der Bataillone hatten die Absetzzonen komplett verfehlt und waren in einem Mangrovensumpf gelandet. Es dauerte bis 9:30 Uhr, bis sich das 2. und 3. Bataillon des 186. Regiments in ihren Bereitstellungsräumen gesammelt hatten und einen Brückenkopf sichern konnten. Leichte Artilleriegeschütze des 121. und 947. Feldartilleriebataillons, unterstützt durch Mörserkompanien, landeten ebenfalls bei Bosnek. Weitere Verzögerungen im Landungsplan traten am späten Vormittag auf, als die zweite Welle, bestehend aus dem 162. Infanterieregiment, zu landen begann. Wegen der Ausladeoperationen behinderten sich die Marschkolonnen gegenseitig und der Brückenkopfperimeter konnte nur sehr langsam erweitert werden.
Für die alliierten Truppen erwies es sich als Glücksfall, dass keine nennenswerten japanischen Verbände bei Bosnek den Strand verteidigten, so dass die chaotische Landung nahezu widerstandslos verlief.
Ein einzelner Zug der japanischen 2. Kompanie lag hinter Bosnek auf den Hügeln, doch dessen Truppenstellungen wurden durch das vorbereitende Artilleriefeuer und die Bombenangriffe schwer getroffen. Viele Soldaten begingen Suizid, und die wenigen Überlebenden flohen ins Innere der Insel. Einzelne Verteidiger wurden von amerikanischen Patrouillen getötet; größere Trupps wurden durch weitere Luftangriffe versprengt und später von alliierten Einheiten niedergeschossen.
Im Landungsabschnitt des 162. Infanterieregiments hatten sich japanische Truppen auf die Höhenrücken nordwestlich zurückgezogen, so dass sie von dort die Küstenstraße in Richtung der Flugfelder sperren konnten. Ihre Stellungen wurden von inzwischen angelandeten M4-Sherman-Panzern und auf Landungsbooten montierten Raketenwerfern zusammengeschossen. Amerikanische Truppen töteten einzelne Überlebende und lieferten sich kleinere Gefechte mit versprengten japanischen Einheiten. Der feindliche Widerstand nahe der Küstenstraße konnte jedoch innerhalb weniger Stunden gebrochen werden; erste Späheinheiten untersuchten die Küstenstraße und stießen weiter Richtung Innenland vor.
Am Nachmittag des 27. Mai griffen japanische „Mitsubishi G4M“-Bomber den alliierten Brückenkopf an; sie besaßen den strategischen Vorteil, dass ihre Basis westlich von Biak lag. Dadurch konnten sie, um noch bei Tageslicht landen zu können, 30 Minuten länger über Biak bleiben als amerikanische Abfangjäger, die zurück nach Osten fliegen mussten, wo es früher dunkel wurde. Der japanische Luftangriff war jedoch erfolglos, da die abgeworfenen Bomben allesamt Blindgänger waren.
Um 17:15 Uhr am selben Tag hatten die Alliierten 12.000 Soldaten sowie 12 Sherman-Panzer, 29 Geschütze und 500 Fahrzeuge abgesetzt. Dazu konnten rund 3000 Tonnen Nachschub und Munition von den LSTs ausgeladen werden. Amerikanische Seabees übernahmen, zusammen mit Pioniereinheiten der Armee, den Landungsstrand und begannen mit der Bau verschiedener Landerampen zur Überwindung der dortigen Korallenriffkante. Diese Rampen erleichterten das Absetzen und an Land fahren von Amphibienpanzern, Artilleriegeschützen und anderen schweren Fahrzeugen, die von 3 LSTs bis kurz vor die Absetzezonen gebracht wurden. Ferner wurden transportable Landerampen eingesetzt und Planierraupen planierten die Korallenriffkante am Landungsstrand.

### Gegenangriff

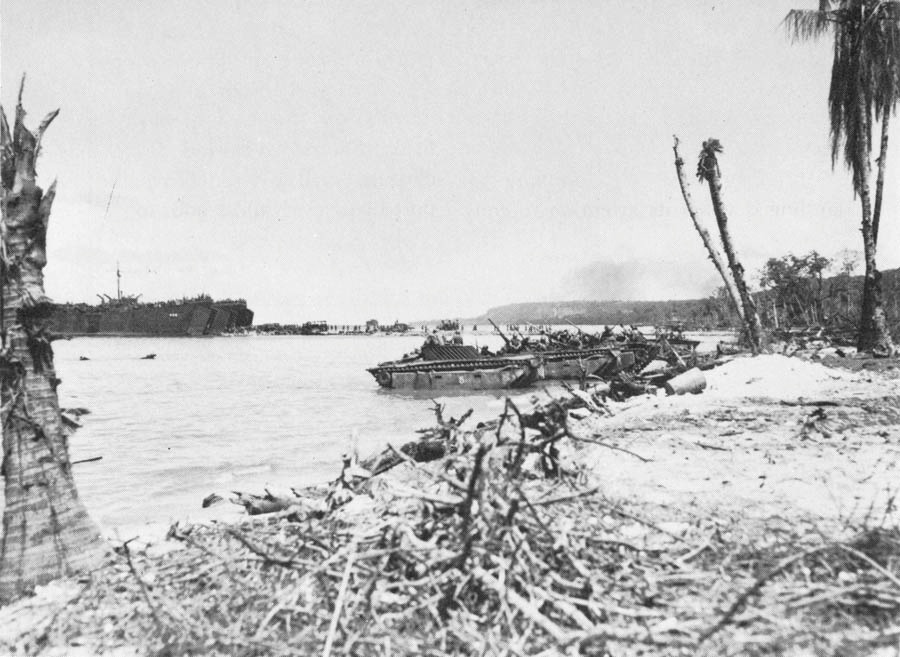
Entladung der alliierten Amphibienfahrzeuge am Landungsstrand der Insel

Chūjō Takazo Numata, Stabschef der 2. Armee, befand sich zum Zeitpunkt der Landung auf einer Inspektionsreise auf Biak. Er übernahm sofort das Oberkommando über die Inselverteidigung und entschied sich, die japanischen Truppen auf die Höhlensysteme zu konzentrieren und diese Positionen so gut wie unter den gegebenen Umständen noch möglich zu verstärken.
In der Nacht zum 28. Mai griff eine vereinzelte japanische Patrouille des 3. Bataillons, 222. Infanterieregiment, die angelandeten Truppen an. Die japanischen Einheiten konzentrierten ihren Angriff auf die erkannten amerikanischen Batterien des 146. Feldartilleriebataillons, die beim Dorf Ibdi in Stellung gegangen waren. Bei dem kurzen Gefecht wurden fünf amerikanische Artilleristen getötet und neun verwundet, während die Japaner 15 Soldaten verloren.

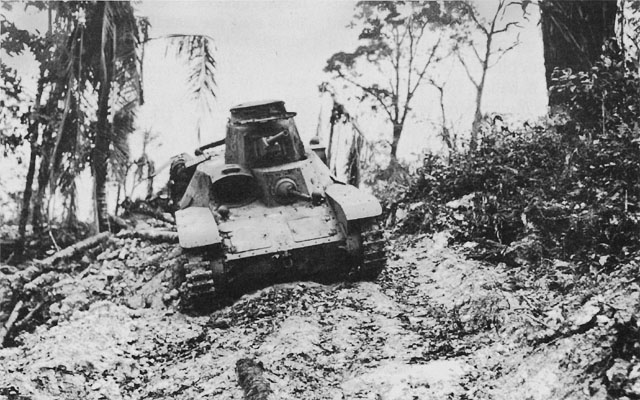
Ein Zerstörter japanischer Typ 95 Ha-Gō-Panzer auf Biak

Am 28. rückten amerikanische Truppen des 3. Bataillons, 162. Infanterieregiment, auf das Flugfeld bei Mokmer, westlich der Landezone, vor. Sie wurden durch Maschinengewehrfeuer, Artilleriebeschuss und Granatwerferfeuer aufgehalten und schließlich gegen Mittag durch einen Massenangriff japanischer Infanterie zurückgedrängt. Nur mit der eigenen Artillerie, Panzerunterstützung und durch gezieltes Trommelfeuer von See konnten die amerikanischen Einheiten den japanischen Angriff, dem sich auch Typ-95-Panzer angeschlossen hatten, letztendlich aufhalten.
Nachdem jedoch der Signaloffizier des 3. Bataillons getötet worden war, der die Zieldaten gegnerischer Geschützstellungen an die Schiffe weitergab, damit diese deren Stellungen beschießen konnten, war für die amerikanischen Truppen die Position nicht länger zu halten. Da sie weiter unter schwerem japanischem Feuer lagen und kein Unterstützungsfeuer von See bestand, musste sich das 3. Bataillon auf seine Ausgangsstellungen zurückziehen.
Am 29. war es den Japanern gelungen, bei den Osthöhlen zwei komplette Bataillone für einen Generalangriff zusammenzuziehen. Sie begannen im Morgengrauen mit ihrer Attacke gegen die amerikanischen Stellungen der 162. Regiments, wurden jedoch durch schweres Artillerie- und Maschinengewehrfeuer aufgehalten; sie traten jedoch eine Stunde später mit Panzerunterstützung erneut aus einer Kokosplantage zum Angriff an. Die japanischen Panzer waren jedoch kein Gegner für die amerikanischen Sherman-Panzer und alle sieben Ha-Go-Panzer wurden abgeschossen, ohne dass ihre 37-mm-Kanonen nennenswerten Schaden an den amerikanischen Panzern anrichteten. Die Hauptkanonen der amerikanischen Panzer durchschlugen dagegen sogar die schwache Frontpanzerung der japanischen Fahrzeuge mit 75-mm-Sprenggranaten, die zur Panzerbekämpfung eigentlich unbrauchbar waren. Die japanischen Einheiten wurden wenig später zurückgedrängt und hatten bei dem Angriff 500 Tote zu beklagen. Auf amerikanischer Seite fielen hingegen nur 16 Mann, rund 100 wurden verwundet.
Das feindliche Mörser- und Artilleriefeuer zermürbte jedoch die vorgeschobenen amerikanischen Verbände, und so entschied der Kommandeur des 162. Infanterieregiments, seine Soldaten dennoch zurückzuziehen. Generalmajor Fuller beschränkte sich auf das Ausdehnen des Brückenkopfes bei Bosnek und das Halten der Stellung bei Ibdi. Er sandte Spähpatrouillen aus, um das Gelände, von dem er kein brauchbares Kartenmaterial besaß, zu erkunden. Zudem forderte er militärische Unterstützung bei Generalleutnant Walter Krueger, Oberbefehlshaber der Alamo Force, an, um die strategisch wichtigen Höhlensysteme und Höhenzüge bei Mokmer erobern zu können.
Krueger versprach Fuller die Verstärkungen, wies ihn aber an, ein alternatives Flugfeld zu suchen und zu erobern, um wenigstens einige unterstützende Jagdflugzeuge auf Biak stationieren zu können. Eine erkundete Position nördlich von Bosnek erwies sich für ein solches Vorhaben jedoch als ungeeignet.

### Angriff auf das Mokmer-Flugfeld

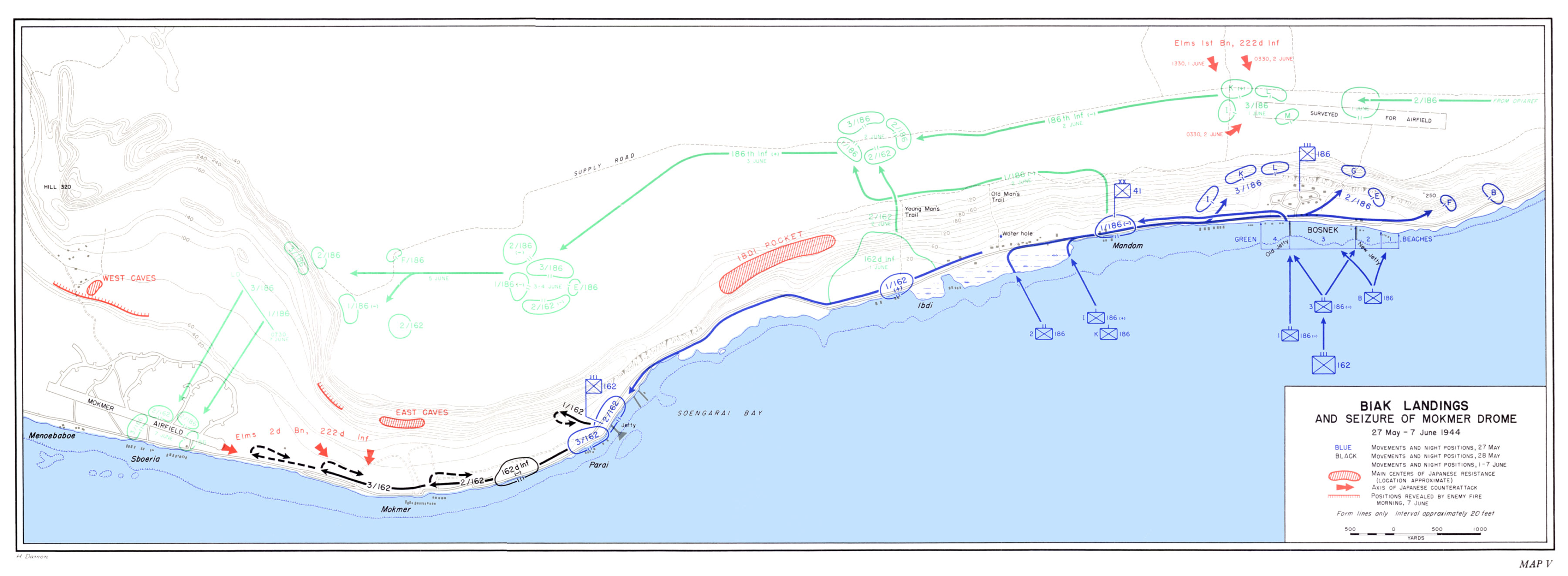
Karte der militärischen Operationen zur Eroberung des Mokmer-Flugfeldes

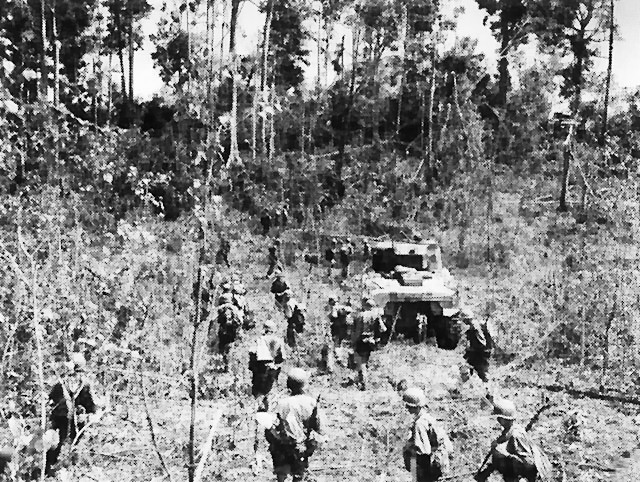
Amerikanische Soldaten gehen im Schutz eines Panzers gegen japanische Position auf Biak vor.

Am 1. Juni griffen die amerikanischen Truppen des 183. Regiments, verstärkt durch die angeforderten zwei Bataillone und eine Panzerabwehrkompanie, die japanischen Linien vor dem Mokmer-Flugfeld an. Ihr Ziel wurde durch die Reste der beiden kaiserlichen Bataillone der Osthöhlen verteidigt. Diesmal gingen sie auf zwei verschiedenen Routen vor, um die japanischen Stellungen bei den Osthöhlen von beiden Seiten anzugreifen: das 162. Infanterieregiment wie zuvor auf der Küstenstraße, das 186. über den in der Mitte der Insel verlaufenden Ost-West-Pfad.
Um den Ost-West-Pfad zu erreichen, musste das 186. Infanterieregiment zunächst nach Norden marschieren. Beim Erreichen des Pfades wurde es von 25 japanischen Soldaten angegriffen, die ihre Stellung erst nach mehreren Stunden aufgaben. Eine Kompanie des 186. Regiments konnte sie flankieren und zum Rückzug drängen. Um 3:30 Uhr wurde das 186. Regiment von mehreren Seiten durch mehrere Kompanien des 1. japanischen Bataillons angegriffen, doch die Attacke wurde mit geringen amerikanischen Verlusten zurückgedrängt; die Japaner verloren jedoch 86 Soldaten und ihren Bataillonskommandeur.
Als das 186. Regiment im Innern der Insel an Wassermangel zu leiden begann, stockte der Vormarsch der alliierten Truppen Richtung Westen und jeder Soldat bekam nur noch einen Liter pro Tag ausgeschenkt. Zwar war die nächste Wasserstelle nicht weit entfernt, doch der Weg war durch feindliche Einheiten in den Höhenzügen nördlich von Ibdi versperrt, und ein alternativer Transportweg verlängerte die Strecke enorm.
Durch alliierte Aufklärungsflugzeuge erfolgte die Warnung, japanische Truppen würden von Neuguinea und Rabaul zur Verstärkung nach Biak verschifft; die Nachricht alarmierte die amerikanische Kommandoebene, und alle verfügbaren See- und Lufteinheiten in der Umgebung wurden über der Insel zusammengezogen. Mehrere Infanterieregimenter wurden aus der Frontlinie zurückgezogen, um eventuelle Landungen japanischer Truppen abzuwehren, und so verzögerten sich die weiteren Operationen gegen das Mokmer-Flugfeld. Erst am 6. Juni konnten die alliierten Verbände im Inneren der Insel nach Süden schwenken, um das Flugfeld anzugreifen.
Der Druck der alliierten Führung, die das wichtige Flugfeld unbedingt erobert sehen wollte, führte zu einem übereilten Vormarsch: deswegen rückte das 186. Regiment ohne solide Aufklärung, Erkundung der Höhenzüge oder Artillerieunterstützung direkt auf die Landebahn vor. Die japanischen Verteidiger konnten deswegen den Nachschubweg des nun isolierten alliierten Regiments weitgehend abschneiden und die amerikanischen Einheiten einkesseln. Nur noch einzelne Trägerkolonnen konnten den eingekreisten Truppen Nachschub und Munition liefern. Verschiedene Versuche, Nachschubgüter mit kleineren Kuttern am Strand in der Nähe des Flugfeldes abzuliefern, wurden durch japanische Truppen mehrmals unterbunden. Der Einsatz japanischer Granatwerfer und das anhaltende feindliche Trommelfeuer führten zu rund 100 weiteren Ausfällen bei den eingekesselten amerikanischen Infanteriesoldaten. Zwar konnte das eroberte Flugfeld vom 186. Regiment gehalten werden, doch dessen Truppen waren umstellt und es war unmöglich, die Landebahn in Betrieb zu nehmen.
In der Nacht vom 8. auf den 9. Juni versuchten die Japaner, die Stellungen des 186. Regiments durch Gyokusaiangriffe zu überrennen, doch sie wurden mit 42 Toten zurückgeworfen. Die Alliierten verloren dabei 13 Soldaten, 38 wurden verwundet.
Um amerikanische Verstärkungstruppen der 162. Regiments aufzuhalten, die auf der Küstenstraße vorgerückt waren, organisierten die japanischen Truppen wenig später eine Reihe andauernder Überfälle in Gruppenstärke. Dabei wurden 24 Amerikaner getötet. Im Morgengrauen zogen sich die japanischen Truppen zurück, und die erschöpften und ausgehungerten Soldaten des 186. Regiments konnten durch das 162. entlastet und ersetzt werden.

### Japanische Situation

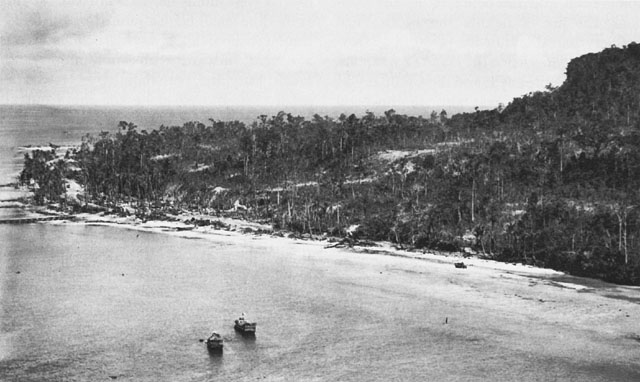
Gebiet der japanischen Verteidigungsstellungen um die Osthöhlen

In der Nacht der Gegenangriffe um das Flugfeld gelang es einem japanischen Marineverband aus Zerstörern und Minensuchbooten mit Transportbarken im Schlepp, sich Biak zu nähern. Etwa 2000 japanische Soldaten, die in Sorong aus verschiedenen Regimentern ausgegliedert und verschifft worden waren, bereiteten sich auf eine heimliche Landung auf der Insel vor. Der japanische Konvoi wurde jedoch durch alliierte Aufklärungsflugzeuge entdeckt, und die Zerstörer kappten die Schleppleinen. Die Transportkutter wurden durch die amerikanischen Flugzeuge angegriffen. Etwa 1200 Japaner konnten trotzdem in der Korim-Bucht angelandet werden, wo sie in die Verteidigung der Westhöhlen eingegliedert wurden.
Am 9. Juni übertrug General Numata den Oberbefehl über die Inselverteidigung wieder zurück auf Oberst Kuzume, der sich inzwischen mit seinem Generalstab und einer persönlichen Eskorte von Bosnek zu den Osthöhlen, die neue Kommandozentrale der japanischen Verteidigung, durchgeschlagen hatte. Der General wurde am nächsten Tag von einem Wasserflugzeug in der Korim-Bucht aufgenommen und zurück zum Hauptquartier der 2. Armee geflogen.
Oberst Kuzume hatte nur noch rund 1200 Soldaten nahe dem Flugfeld unter seinem Kommando, während das 3.  Bataillon abgeschnitten nördlich von Ibdi in den Höhenzügen festlag. Er entschied, zunächst die Positionen um den Flugplatz gegen etwaige amerikanische Angriffe zu halten, um die Verteidigung der Osthöhlen vorzubereiten.
Am 9. und 10. Juni wurden zwei alliierte Attacken nördlich des Flugfeldes zunächst zurückgeschlagen.
Am 10. Juni gab das Oberkommando der Kaiserlich Japanischen Marine in Rabaul einen Angriffsplan heraus, der den Einsatz der Superschlachtschiffe Yamato und Musashi gegen die amerikanische Transportflotte bei Biak vorsah. Am 12. Juni erging jedoch der persönliche Befehl des Admirals Toyoda Soemu an die Einheiten, die sich schon in Bereitschaft bei Batjan befanden, sich wieder zurückzuziehen. Die Yamato und die Musashi schlossen sich einer größeren Kampfflotte an, die die amerikanischen Flotten um die Marianen in einer kombinierten Flottenoperation angreifen würde.

### Eroberung des Flugfelds und Kommandowechsel

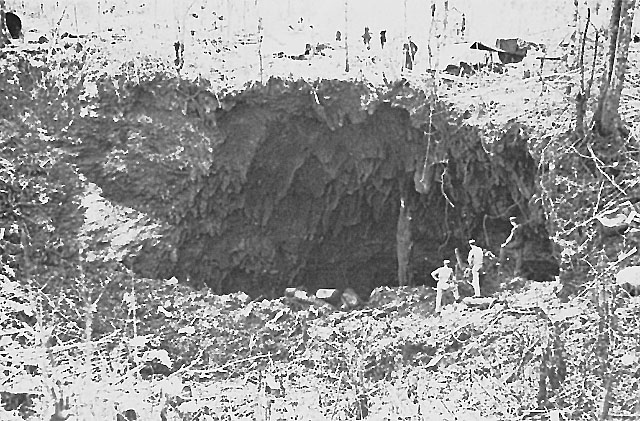
Amerikanische Soldaten am Eingang zu den Westhöhlen

Am 11. Juni entschied Generalmajor Fuller, das Flugfeld endgültig zu sichern: zwei Regimenter griffen mit heftiger Artillerieunterstützung die dahinter liegenden Höhenzüge an. Die alliierten Truppen kamen jedoch nicht vorwärts und wurden zum Teil schon nach 100 Metern durch schweres Abwehrfeuer in Deckung gezwungen. Die Amerikaner konnten mehrere geflüchtete Zwangsarbeiter gefangen nehmen, die zuvor von den Japanern von Java verschleppt worden waren; sie berichteten den alliierten Truppen von den Westhöhlen, eine Schlüsselstellung der japanischen Verteidigung.
Die Sicherung des Flugfeldes verzögerte sich trotz massivem alliierten Artilleriefeuer ständig, da die Japaner das schroffe und zum Teil dicht von tropischem Regenwald bewachsene Gelände für ihre Verteidigung optimal nutzten. Zwischen dem 12. und 14. Juni gelang es am Ende den amerikanischen Truppen unter hohen Verlusten, den Bereich zwischen den Westhöhlen und dem Widerstandsgürtel bei Ibdi weitgehend zu sichern. Aus den Westhöhlen konnte das Flugfeld bei Mokmer aber noch immer beschossen werden, so dass dort noch immer keine Flugoperationen stattfinden konnten.
Generalmajor Fuller wurde am 14. Juni durch Generalleutnant Robert L. Eichelberger ersetzt, da es Fuller trotz deutlicher Überlegenheit an Truppen und Material nicht gelungen war, die Flugfelder der Insel schnell zu sichern. Die Entscheidung wurde von Generalleutnant Walter Krueger auf Druck MacArthurs getroffen, und Eichelberger übernahm noch am selben Tag das Kommando.
Eichelberger griff zunächst nicht in die Planungen seines Vorgängers ein, brach die Kämpfe aber dann am 18. Juni ab und reorganisierte die erschöpften Truppen in vorderster Linie.

### Eroberung der Westhöhlen

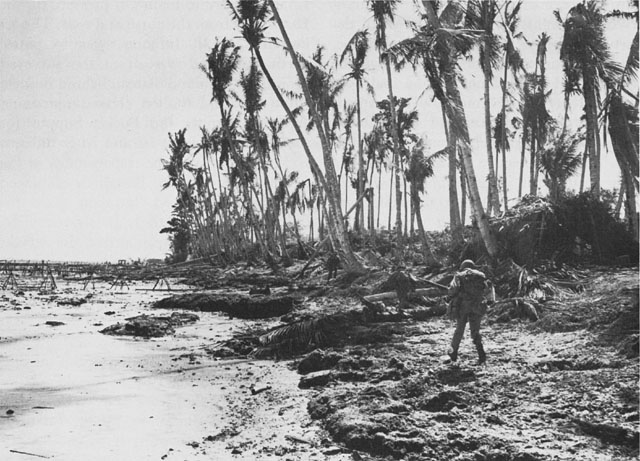
Amerikanische Soldaten marschieren entlang der Küstenstraße der Insel zu den Westhöhlen.

Nach der Reorganisation durch Eichelberger sollten die amerikanischen Verbände nun den Sturm auf die japanischen Positionen im Verteidigungsbereich der Westhöhlen durchführen. Die amerikanischen Truppen rückten am 19. Juni aus, um das Gelände zwischen dem Flugfeld und Hügel 320 (Hill 320), einem Zentrum der japanischen Verteidigung im Gebiet um die Höhlen, zu sichern. Kurz vor dem Angriff erfolgte eine Vorbereitung durch Artilleriefeuer auf den gesamten Abschnitt und die amerikanischen Einheiten erreichten, unterstützt durch zehn Panzer, den Höhlenkomplex am 20. Juni. Sie konnten die ersten Stellungen bei nur geringem Widerstand einnehmen, doch anhaltendes Maschinengewehrfeuer japanischer Soldaten aus den Felsspalten und Höhleneingängen zwang die alliierten Truppen zu einem vorläufigen Rückzug. Um den Widerstand zu brechen, rollten die amerikanischen Soldaten Benzinfässer in die tief gelegenen Eingänge und sprengten sie.
In der Nacht kamen die verbliebenen Verteidiger aus den Höhlen und beschossen mit leichten Geschützen die Gegend des Flugfeldes, bevor sie sich wieder, mitsamt ihren Geschützen, zurückzogen. Erst als am nächsten Tag amerikanische Pioniere durch Spalten in der Decke tonnenweise Benzin in die Höhlen fließen ließen und es entzündeten, entschieden sich die überlebenden Verteidiger zum Ausbruch bei Nacht. Vor dem Einbruch der Dunkelheit ließen die Alliierten TNT-Ladungen in die Höhlen hinab und brachten sie dort zur Explosion, was Teile der Höhlen zum Einsturz brachte.
Am frühen Morgen des 22. Juni begannen rund 150 Japaner ihren Ausbruch und versuchten, durch die Linien der amerikanischen Truppen nördlich der Höhlen zu brechen. 115 wurden dabei getötet, die restlichen konnten sich nach Norden durchschlagen. Siebzehn weitere starben bei einem Ausbruchsversuch nach Südwesten. Mit diesem Angriff endete der organisierte Widerstand in den Westhöhlen.
Aufgehalten durch den Widerstand weiterer überlebender Japaner konnte erst am 27. der Höhlenkomplex durch die Amerikaner gesichert werden. Man fand dort die Leichen von mindestens 125 japanischen Soldaten und Körperteile vieler weiterer, die sich nicht genau zuordnen ließen.
Am 29. Juni hatten die alliierten Bautrupps auch das Flugfeld bei Mokmer vollständig einsatzbereit gemacht, doch bereits ab dem 22. waren dort P-40 Warhawk-Jagdflugzeuge sowie B-25 Mitchell-Bomber stationiert.
Den Amerikanern gelang es am 22. Juni auch, erstmals ein großes Liberty-Transportschiff direkt an der Insel zu entladen und so das aufwändige Umladen auf kleine Transporter vor der Küste zu beenden. Dies verbesserte die Versorgung mit Nachschub erheblich.

### Eroberung der Osthöhlen
Die Osthöhlen, deren umgebende Verteidigungsanlagen bereits zwischen dem 12. und 14. Juni weitgehend ausgeschaltet worden waren, sollten nun auch erobert werden, da von dort aus immer wieder kleinere Überfälle auf LKW-Kolonnen zwischen dem Mokmer-Flugfeld und Bosnek ausgingen.
Nach einer anhaltenden Trommelfeuervorbereitung vom 7. bis zum 13. Juni durch Land- und Schiffsartillerie, ergänzt durch Luftangriffe gegen das kleine Gebiet der Höhlen, wollte die alliierte Kommandoebene um General Eichelberger zunächst auf einen direkten Angriff verzichten. Am 3. Juli jedoch, nachdem immer noch vereinzelt Schüsse im Gebiet fielen, rückten schließlich amerikanische Soldaten vor und besetzten daraufhin die Höhlen, ohne auf starken Widerstand zu stoßen. Die Masse der Verteidiger hatte das Höhlensystem bereits in Richtung Norden verlassen; Oberst Kuzume hatte angeblich am 28. Juni Selbstmord begangen, zusammen mit dem Großteil seines Stabes, doch japanische Berichte deuten darauf hin, dass er mit den seinen Untergebenen entkam und einige Tage später bei einem Luftangriff starb. Die Amerikaner verloren bei der Eroberung der Osthöhlen fünf Soldaten einer Panzerbesatzung, deren Fahrzeug abgeschossen wurde. Sechs australische Soldaten, die nach dem Ende der Kämpfe dort allein nach Souvenirs der Schlacht suchten, wurden von einigen verbliebenen japanischen Soldaten getötet.

### Ende des organisierten Widerstandes
Das letzte Zentrum japanischen Widerstandes, nördlich von Ibdi, wurde nicht durch einen Großangriff erobert, sondern durch kleinere Patrouillen, die nach massiver Artillerievorbereitung das Gebiet durchstreiften, es absuchten und bei Bedarf Artillerie oder Luftwaffenunterstützung anforderten. Damit wurden sämtliche Verteidiger getötet. Um eventuelle verbliebene Positionen zu zerstören, warfen B-24 Liberator Bomber zusätzlich vierundsechzig 500-kg-Fliegerbomben in das Gebiet ab.
154 tote japanische Soldaten wurden anschließend im Raum der Ibdi-Verteidigungsstellung aufgefunden, doch die tatsächliche Zahl der Verteidiger, die ums Leben kamen, lässt sich nicht ermitteln, da die Amerikaner die Höhlenzugänge bis zum 25. Juli gesprengt hatten und die Zahl der so verschütteten Japaner unbekannt ist. Es kann jedoch davon ausgegangen werden, dass die Masse des 3. Bataillons des japanischen 222. Regiments hier getötet wurde, etwa 1200 Mann.
Die Reste der japanischen Truppen auf Biak, einige Tausend versprengte Soldaten, leisteten noch vereinzelten, unkoordinierten Widerstand, wurden aber bei alliierten Säuberungsaktionen getötet oder in unwichtige Teile der Insel im Osten abgedrängt, wo sie schließlich an Hunger, Durst oder Beriberi zugrunde gingen.

## Verluste und Folgen
Von der Landung bis zur Eroberung der letzten Höhlenbastion durch amerikanische Truppen vergingen zwei Monate. Die USA hatten rund 3000 Verluste zu beklagen, davon 474 Tote.
6811 Soldaten fielen durch Krankheit vorübergehend aus, darunter viele Fälle von Typhus, der durch eine Milbenart übertragen worden war. Weiter wurden 423 amerikanische Soldaten stationär wegen psychischer Erkrankungen behandelt.
Die Japaner verloren 12.000 Soldaten im Kampf, durch Krankheiten, Hunger oder Durst, davon viele erst nach dem offiziellen Ende der Kämpfe. 434 ihrer Soldaten wurden insgesamt auf der Insel gefangen genommen.
Die Amerikaner bauten alle drei Flughäfen aus und nahmen sie in Betrieb. Biak wurde ein wichtiger Stützpunkt für Angriffe gegen japanische Truppen in Niederländisch-Indien und zum Drehkreuz für Lufttransporte.

## Bemerkungen
1. ↑  Der japanische Rang Taisa entspricht dem deutschen Dienstgrad Oberst
2. ↑  Der japanische Rang Shōshō entspricht dem deutschen Dienstgrad Konteradmiral. Der Vorsatz Kaigun zeigt an, dass es sich um einen Marineoffizier handelt.
3. ↑  Der japanische Rang Chūjō entspricht dem deutschen Dienstgrad General